# Eilema sororcula
Eilema sororcula és una espècie de papallona nocturna de la subfamília Arctiinae i la família Erebidae.

## Distribució
Es troba a Europa, Anatolia i més cap a l'est a través del Paleàrtic fins al sud de Sibèria i la conca del riu Amur a la Xina.

## Descripció
L'envergadura alar fa 27-30 mm. Les ales anteriors tenen la costa fortament convexa i, per tant, la part apical de les ales és considerablement més gran que en les formes del grup Eilema lutarella. El cap, el tòrax, l'abdomen i el final de les ales anteriors són de color groc daurat brillant; les ales posteriors del mascle són una mica més pàl·lides; les dues ales de la femella són de color ataronjat i groc lleugerament més pàl·lids. En contraposició a Eilema lutarella, la zona costanera de les ales posteriors no és negra per sobre ni per sota.

## Subespècies
- Eilema sororcula sororcula
- Eilema sororcula orientis (Daniel, 1954)

## Biologia
Els adults volen d'abril a juny, depenent de la ubicació.
La larva és negra, amb 2 ratlles dorsals de color groc amb punts vermells i taques blanques. Les larves s'alimenten dels líquens dels arbres, tant de coníferes (Ochsenziemer) com d'arbres de fulla caduca (Spuler). També es troben en arbres joves, arbustos i en l'herba, de vegades alimentant-se de les flors durant el dia.

## Galeria

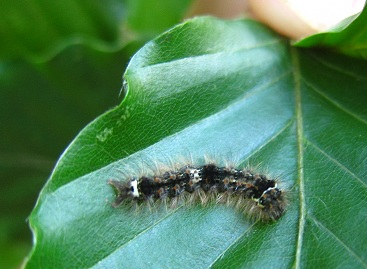
Eilema sororcula larva
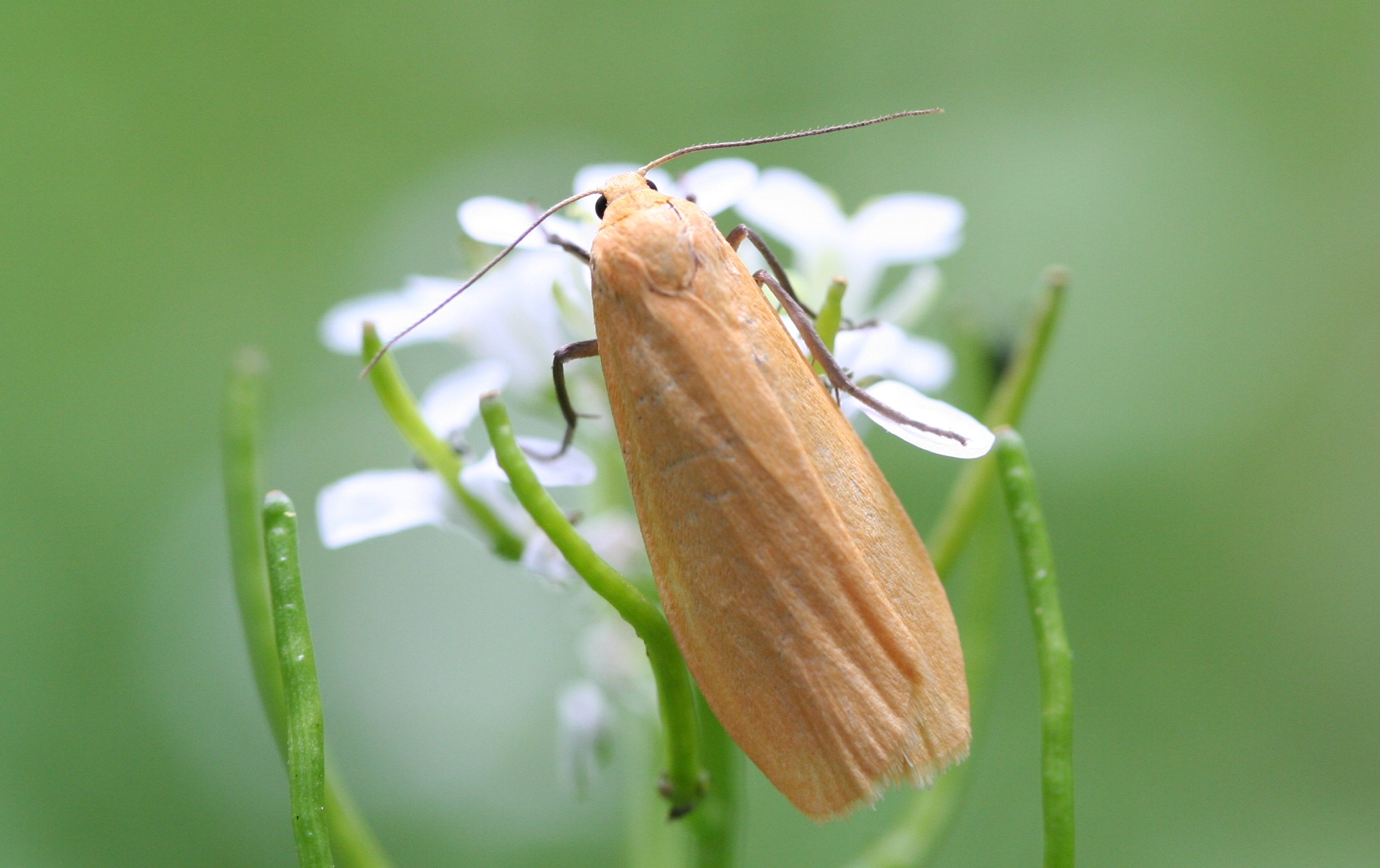
Eilema sororcula
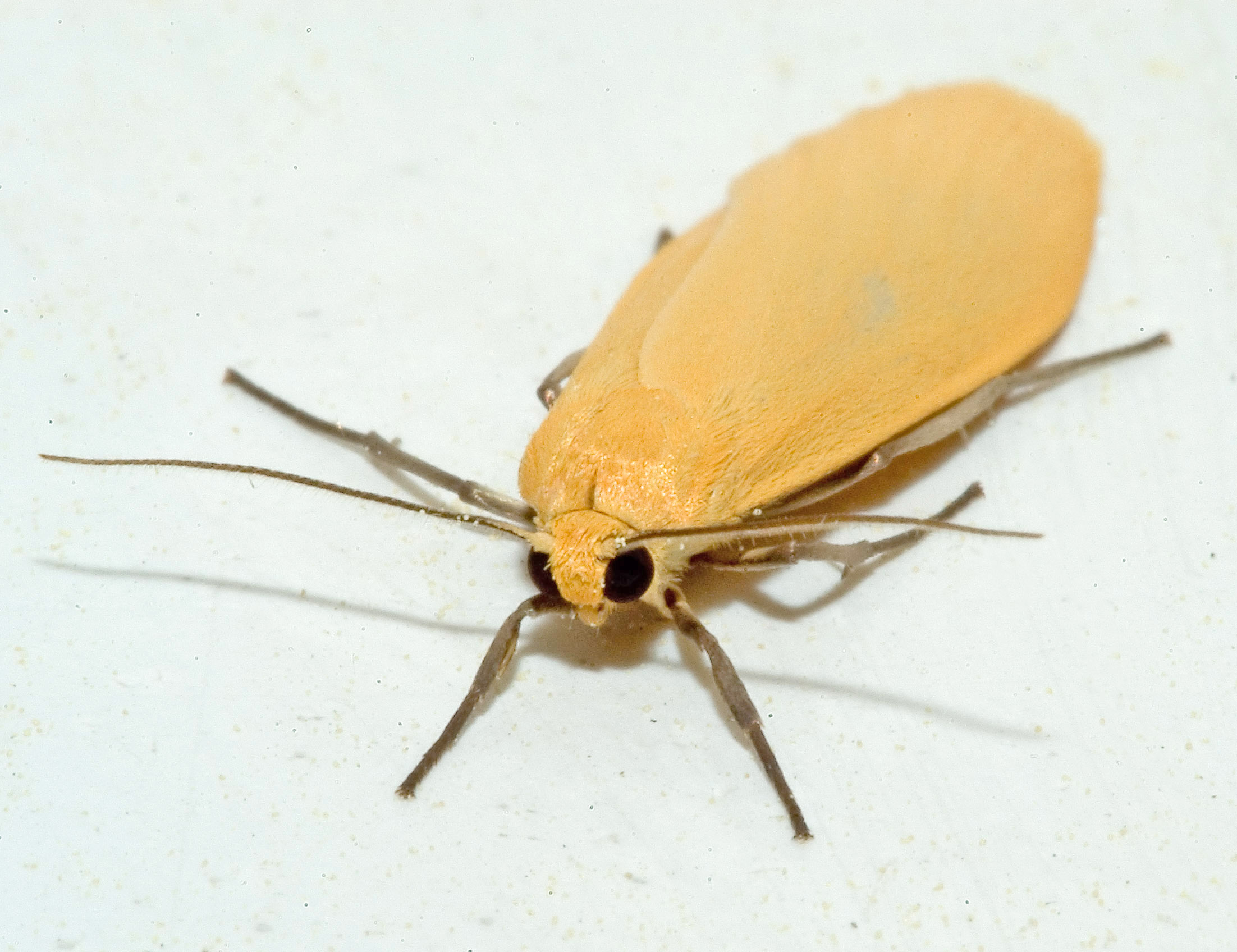
Eilema sororcula
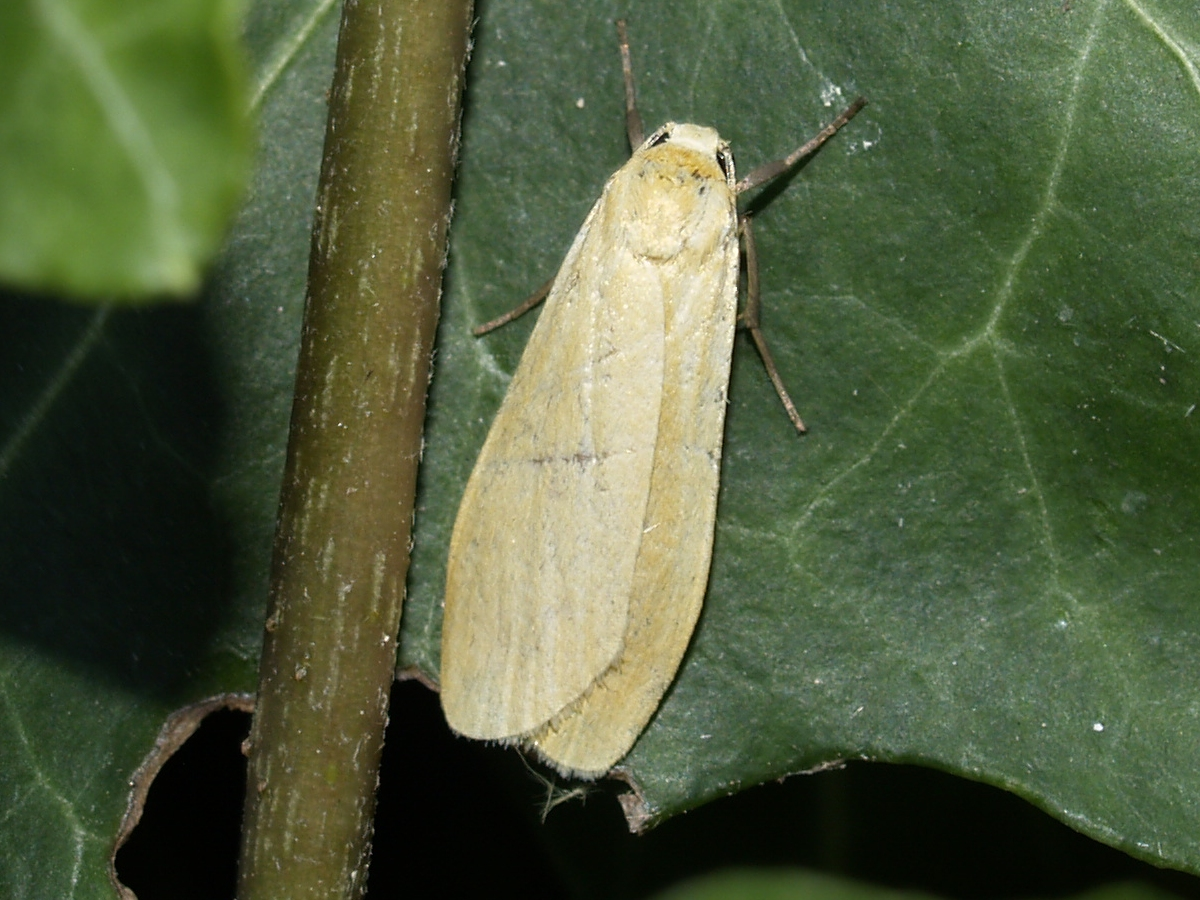
Eilema sororcula
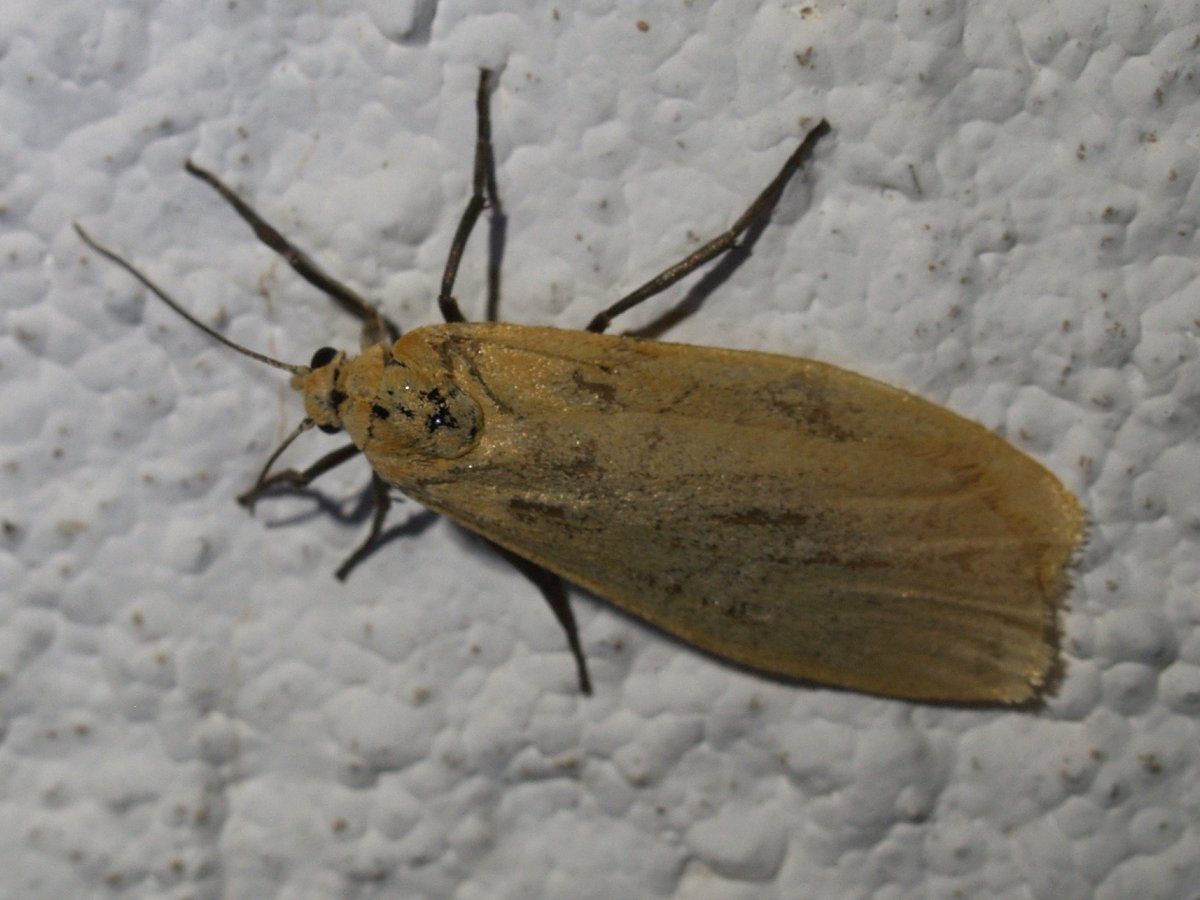
ilema sororcula